# チャールズ・M・シュルツ
チャールズ・モンロー・シュルツ（Charles Monroe Schulz、1922年11月26日 - 2000年2月12日）は、アメリカ合衆国の漫画家。代表作である『ピーナッツ』でよく知られている。

## 生涯
シュルツは貧しいドイツ系の移民で理髪師だった父・カールと、ノルウェー系の移民だった母・ディナの一人息子としてミネソタ州ミネアポリスに生まれ、セントポールで育った。生後2日後に叔父から、当時の人気漫画『バーニーグーグル』に登場する馬の「スパークプラグ」にちなんで「スパーキー」という渾名をつけられる。これは後にシュルツの初期のペンネームとして使われている。自分の理髪店を開店したカールは新聞の漫画に夢中で、これがシュルツに大きな影響を与えた。
小さい頃から絵の才能に恵まれ、幼稚園の最初の日にシュルツの絵を見た先生から「あなたは画家になるかもしれないわ」と言われたことがシュルツの心に大きく響いたという。
内気な性格だったが勉強は良くできて、小学校時代に2学年飛び級している。シュルツのインタビューによれば、この頃に年上で体格も大きいクラスメイトに仲間はずれにされた経験が、将来のチャーリー・ブラウンの“誕生”に繋がったという。またシュルツはスポーツも大好きで、漫画家という夢の他に世界的に有名なアマチュアゴルファーになりたいという夢も持っていた。
シュルツが13歳の時に飼った雑種の犬の「スパイク」はある程度人間の言葉を理解しているとしか思えないような行動をとったり、かみそりを食べてしまうという変な犬で、後にスヌーピーの原型になった（「スパイク」という名はスヌーピーの兄弟の名として使われている）。この犬を描いた絵が新聞に掲載され、これが初めて印刷されたシュルツの漫画となった。
高校三年生の時に「アート・インストラクション・スクール」という通信制の学校に入学する。父のカールは理髪店の経営に苦しみながらもシュルツのために学費を払い続けていた。

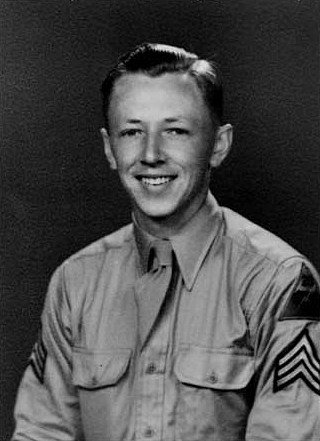
アメリカ陸軍 シュルツ軍曹, c. 1943

高校卒業後に雑誌へ漫画を投稿し続けるが上手くいかず、さらに1943年2月に母のディナが癌で亡くなり、失意のままシュルツは第二次世界大戦に伴いアメリカ陸軍へ入隊した。その頃から内気だったシュルツに負けず嫌いな性格が芽生え始め、その2年後にヨーロッパへ出兵し、二等軍曹として重機関銃分隊を指揮し大戦末期にドイツ軍と戦った。そこでの経験は後の作品に影響を与えている。1945年の除隊後はアート・インストラクション・スクールに就職。そこでの同僚だったチャーリー・ブラウンの名は後に『ピーナッツ』の主人公の名として使われることになった。
シュルツは学校で働きながら積極的に投稿を続けた結果、1947年より地元セントポールの新聞に『ピーナッツ』の原型となった『ちびっこたち』（Li'l Folks）が連載された。そして漫画配給大手のユナイテッド・フィーチャー・シンジケーツ（現：Andrews McMeel Syndication）への投稿がきっかけで、1950年10月2日から『ピーナッツ』（Peanuts）の連載が全米8紙で始まることとなった。
『ピーナッツ』は子どものダメ、できない、困ったという心の悩み、葛藤をどう乗り越えるかを一貫したテーマとし、それは登場人物が頻繁に発する「Good grief」（やれやれ、困った、お手上げだよ）という台詞にも現れている。シュルツははじめこのタイトルが不満だったという。というのも、当初シュルツはタイトルを『Good Ol' Charlie Brown』もしくは『Charlie Brown』というものにしたかったようだが、エージェントであるユナイテッド・フィーチャー社によって勝手にタイトルを『ピーナッツ』にされたからである。
そのころシュルツは同僚のドナ・メイ・ジョンソンに生まれて初めて恋心というものを抱くが、お互いの家の宗教の違いから周囲の反対を受け、最終的には失恋と言う形になった。彼女の面影は『ピーナッツ』の中で主人公のチャーリー・ブラウンが恋心を抱く「赤毛の女の子」の原型となった。失恋の痛みの中、シュルツは同僚の妹だったジョイス・ハルバーソンと親しくなり、1951年4月に結婚した。このころ父親のカールも再婚している。
『ピーナッツ』の人気は次第に高まり、コダック社やフォード社がこのキャラクターを使用するまでになった。『ピーナッツ』はテレビアニメ化されエミー賞やピーボディ賞を受賞した。シュルツはアニメ化作品の多くで脚本を担当した。更にシュルツは、アメリカの漫画家にとって最高の栄誉であるリューベン賞を受賞した。
そんな中で、シュルツを支え続けてきた父のカールが1966年に死去した。シュルツは悲しみに暮れるも、1967年にはミュージカル『きみはいい人　チャーリー・ブラウン』が上演され、タイム誌やライフ誌の表紙を『ピーナッツ』のキャラクターが飾り、さらには1968年にスヌーピーがアメリカ航空宇宙局の有人飛行計画のマスコットとなり、1969年スヌーピー（のぬいぐるみ）はアポロ10号に乗って月に向かって飛び立ち（このとき司令船と月着陸船の名前に採用されたのは「チャーリー・ブラウン」と「スヌーピー」だった）、『ピーナッツ』の人気はますます高まっていった。
1972年にジョイスと性格の不一致が原因となり離婚、翌1973年、ジーニー・フォーサイスと再婚した。
1980年、アーティストのトム・エバハートと意気投合し、トムは唯一の『ピーナッツ』のファインアーティストとして認められた。
1981年、心臓に異変を感じたシュルツは心臓のバイパス手術を受けることになった。手術は無事に成功し、看護師に頼まれて病院の壁にスヌーピーの絵を描いて退院した。
1984年には『ピーナッツ』の掲載紙が2000誌に到達し、ギネスブックに認定された。1986年には漫画家の殿堂入りを果たし、1990年にはフランスの芸術勲章を受章、またイタリア文化大臣から功労賞が贈られた。ルーヴル美術館などでは『ピーナッツ』の展覧会が開かれ、1996年にはハリウッドのウォーク・オブ・フェイムにもシュルツの名が登録された。
1999年には一部の掲載誌で唐突に実写イラストが登場するなど作風への変化が顕著になっていったが、1999年12月、結腸癌を宣告されていたシュルツは手術後に漫画を描けなくなるほど衰弱したため引退を宣言し、引退までの残り1ヶ月程度の原稿はコンピューターを使用して埋め合わせた。そして2000年2月12日の午後9時30分ごろ、77歳でこの世を去った。それは奇しくも『ピーナッツ』最終回が掲載される前日のことだった。翌朝の新聞にはその予め用意されたシュルツから読者への感謝とキャラクターたちへの愛情が語られた最終回とともに、シュルツの訃報が伝えられることになった。ただし、平日版と日曜日版の両者の最終回は既存の回を画像加工してメッセージなどを追加したものである。
30年以上に渡って在住したカリフォルニア州サンタローザには、シュルツの名前を冠した「チャールズ M. シュルツ・ソノマカウンティ空港」（Charles M. Schulz - Sonoma County Airport）がある。
シュルツの死去後の2000年6月には、アメリカ合衆国議会から民間人に授与する最高位の勲章である議会金章が贈られた。
小惑星(3524) Schulzはシュルツの名前にちなんで命名された。

## 作品リスト
- ちびっこたち
- ピーナッツ